# Mario Benetton
Mario Benetton (* 1. Januar 1974 in Padua) ist ein ehemaliger italienischer Radrennfahrer und Weltmeister.

## Sportliche Laufbahn
1997 wurde Mario Benetton in Perth Weltmeister in der Mannschaftsverfolgung, gemeinsam mit Andrea Collinelli, Adler Capelli und Cristiano Citton. 1998 belegte der Vierer in derselben Besetzung bei den Bahn-Weltmeisterschaften in Bordeaux Rang drei und siegte beim Bahnrad-Weltcup in Hyères. Im Jahr 2000 gehörte Benetton zum italienischen Vierer, der zwei Läufe des Weltcups gewann. Bei den Olympischen Spielen 2000 in Sydney wurde die italienische Mannschaft mit Benetton, Capelli, Citton und Marco Villa Elfter. Der Olympiasieger in der Einerverfolgung von 1996 und Weltmeister in der Mannschaftsverfolgung Andrea Collinelli konnte nicht mit an den Start gehen, weil er wegen Dopings gesperrt war.
Anschließend beendete Mario Benetton seine Radsportlaufbahn.

## Erfolge

### Bahn
1997
- Weltmeister – Mannschaftsverfolgung (mit Cristiano Citton, Andrea Collinelli und Adler Capelli)

1998
- Weltmeisterschaft – Mannschaftsverfolgung (mit Andrea Capelli, Andrea Collinelli und Cristiano Citton)
- Weltcup in Hyères – Mannschaftsverfolgung (mit Andrea Capelli, Andrea Collinelli und Cristiano Citton)

2000
- Weltcup in Mexiko-Stadt – Mannschaftsverfolgung (mit Andrea Collinelli, Mauro Trentini und Ivan Quaranta)

### Straße
1997
- Trofeo Mamma e Papà Cioli
- eine Etappe Paths of King Nikola